# Grzegorz V (patriarcha Konstantynopola)
Grzegorz V (ur. 1746 w Dimitsanie, zm. 10 kwietnia?/22 kwietnia 1821 w Konstantynopolu) – patriarcha Konstantynopola w latach 1797–1798, 1806–1808, 1818–1821, święty Kościoła prawosławnego.

## Życiorys
Pochodził z ubogiej rodziny z Dimitsany. Po ukończeniu szkoły podstawowej kontynuował edukację w Atenach i Smyrnie (dzis. Izmir). Następnie został mnichem w klasztorze Strophades, przyjmując imię Grzegorz. Ukończył na Patmos studia w zakresie filozofii i teologii. Metropolita Smyrny Prokop wyświęcił go na diakona, następnie na kapłana. W 1785, po wyborze Prokopa na patriarchę Konstantynopola, Grzegorz objął po nim katedrę smyrneńską. Jako biskup dokonał przekładu pism Jana Chryzostoma na współczesny język grecki.
W 1797 został patriarchą Konstantynopola, jednak już po roku został złożony z urzędu. Kolejne siedem lat przeżył w klasztorze Iwiron we wspólnocie góry Athos. W 1806 po raz drugi objął urząd patriarchy. W 1810, wobec zmiany polityki tureckiej, został po raz drugi pozbawiony urzędu i zmuszony do wyjazdu na Athos. Po raz trzeci został wybrany na patriarchę Konstantynopola w 1818 i w 1819 wrócił do Konstantynopola. Zdaniem R. Clogga dwukrotne usuwanie Grzegorza V z urzędu patriarchy, a następnie odzyskiwanie przezeń godności patriarchy było efektem „korupcji i koteryjności” cechującej hierarchię Patriarchatu Konstantynopola pod panowaniem tureckim. Patriarcha Grzegorz był przeciwnikiem idei oświeceniowych. Twierdził, że zdobywanie przez Greków wiedzy z zakresu nauk matematycznych i przyrodniczych nie przyniesie im żadnego pożytku, jeśli równocześnie odstąpią oni od prawosławnej etyki i kultu. Wzywał wiernych do lojalności wobec władz tureckich. W 1819 wydał encyklikę Oświecenie jako przykład antyreligii, w której skrytykował współczesną mu młodzież jako ulegającą, pod wpływem oświeceniowych idei, moralnemu upadkowi. Podkreślił również, że osoby kształcące młodych Greków w dziedzinie najnowszych odkryć naukowych są „ignorantami religijnymi, niegodnymi swoich wielkich przodków”.
Po wybuchu wojny o niepodległość Grecji na żądanie władz tureckich potępił greckie powstanie, razem z całym Świętym Synodem. Wystąpienie zbrojne określił jako bunt nie tylko przeciwko sułtanowi, ale i przeciw woli Bożej. Mimo tego 10 kwietnia 1821, w dzień prawosławnej Paschy, został aresztowany, a następnie powieszony na bramie własnej siedziby patriarszej. Jego ciało wisiało tam przez trzy dni, po czym zostało wydane tłumowi Żydów (tureckie władze celowo pragnęły w ten sposób podsycić antagonizm chrześcijańsko-żydowski), który dokonał jego profanacji, a następnie wrzucił szczątki do morza. Zwłoki patriarchy wydobyli z morza Grecy z załogi rosyjskiego statku. Przez kolejne pięćdziesiąt lat były one wystawione dla kultu (traktowane jak relikwie mimo braku formalnej kanonizacji) w greckiej cerkwi w Odessie. Następnie ciało Grzegorza V przewieziono do Grecji.
W 1921 Grzegorz V został ogłoszony świętym. Tytułowany „narodowym męczennikiem”. W Atenach znajduje się jego pomnik.

## Galeria

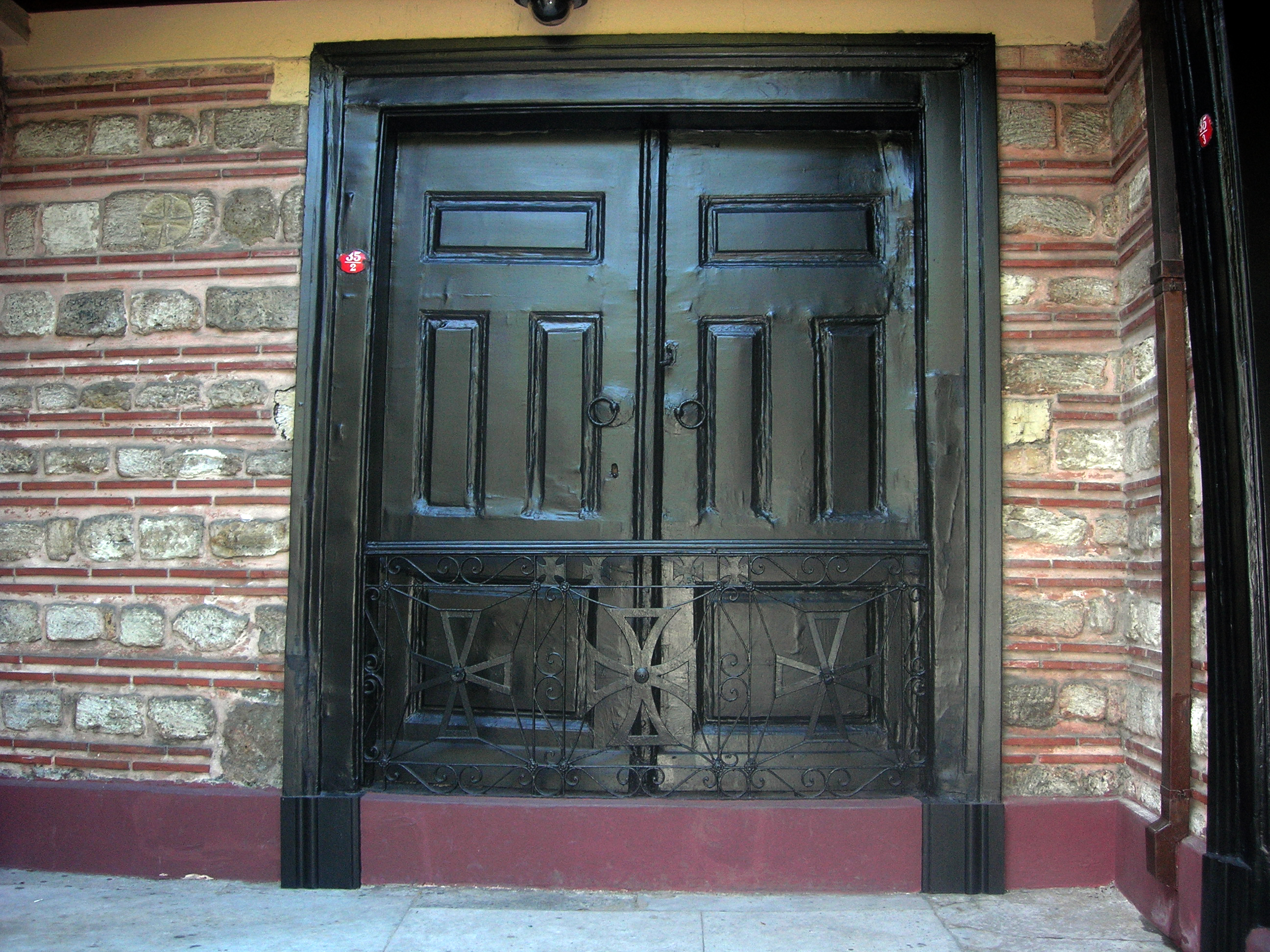
Drzwi, na których powieszono patriarchę Grzegorza V
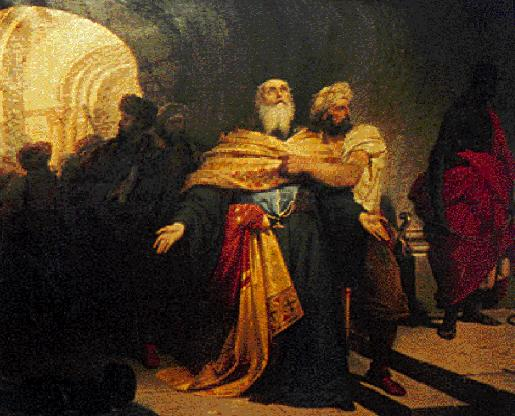
Egzekucja patriarchy Grzegorza V
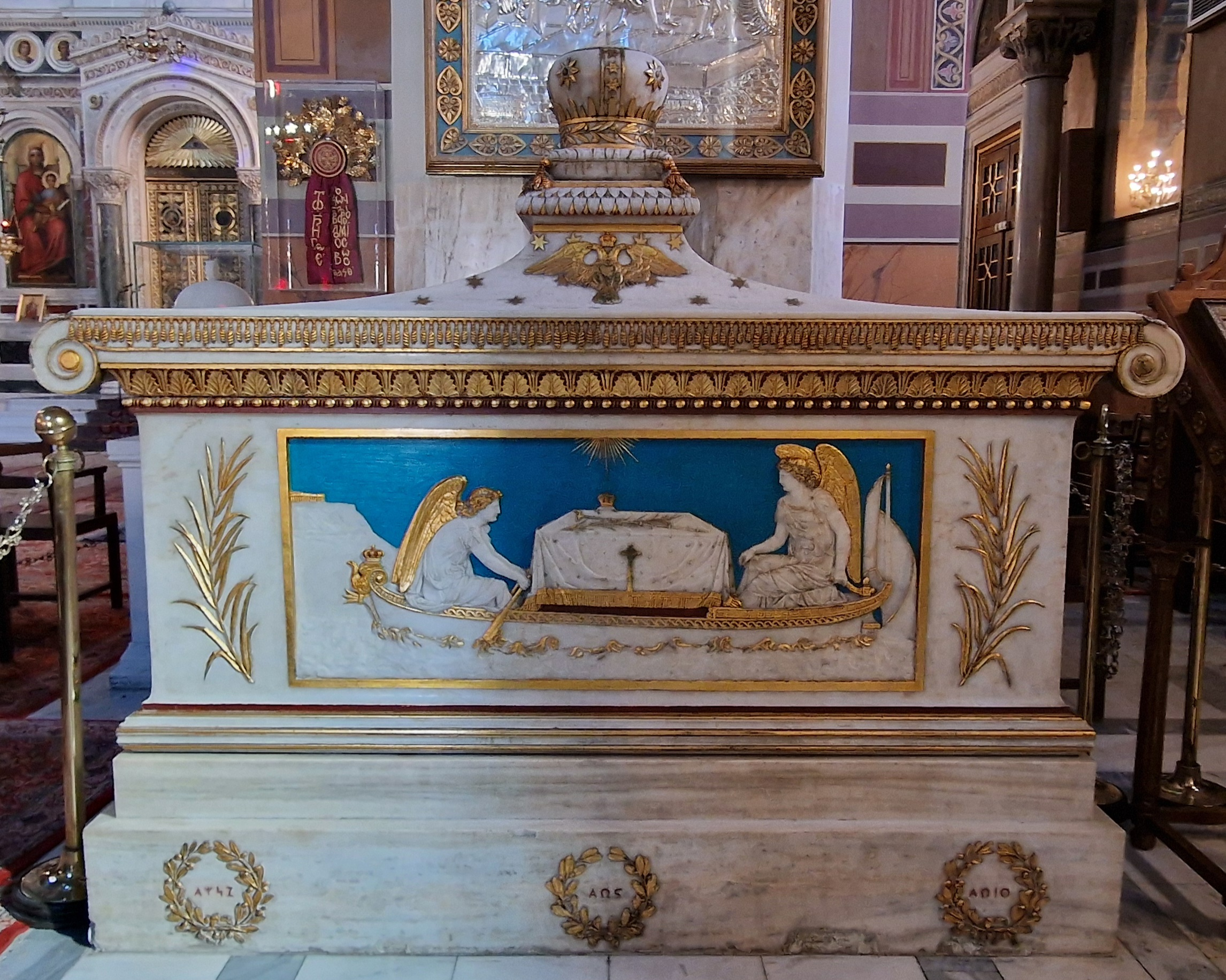
Grobowiec patriarchy Grzegorza V w Atenach
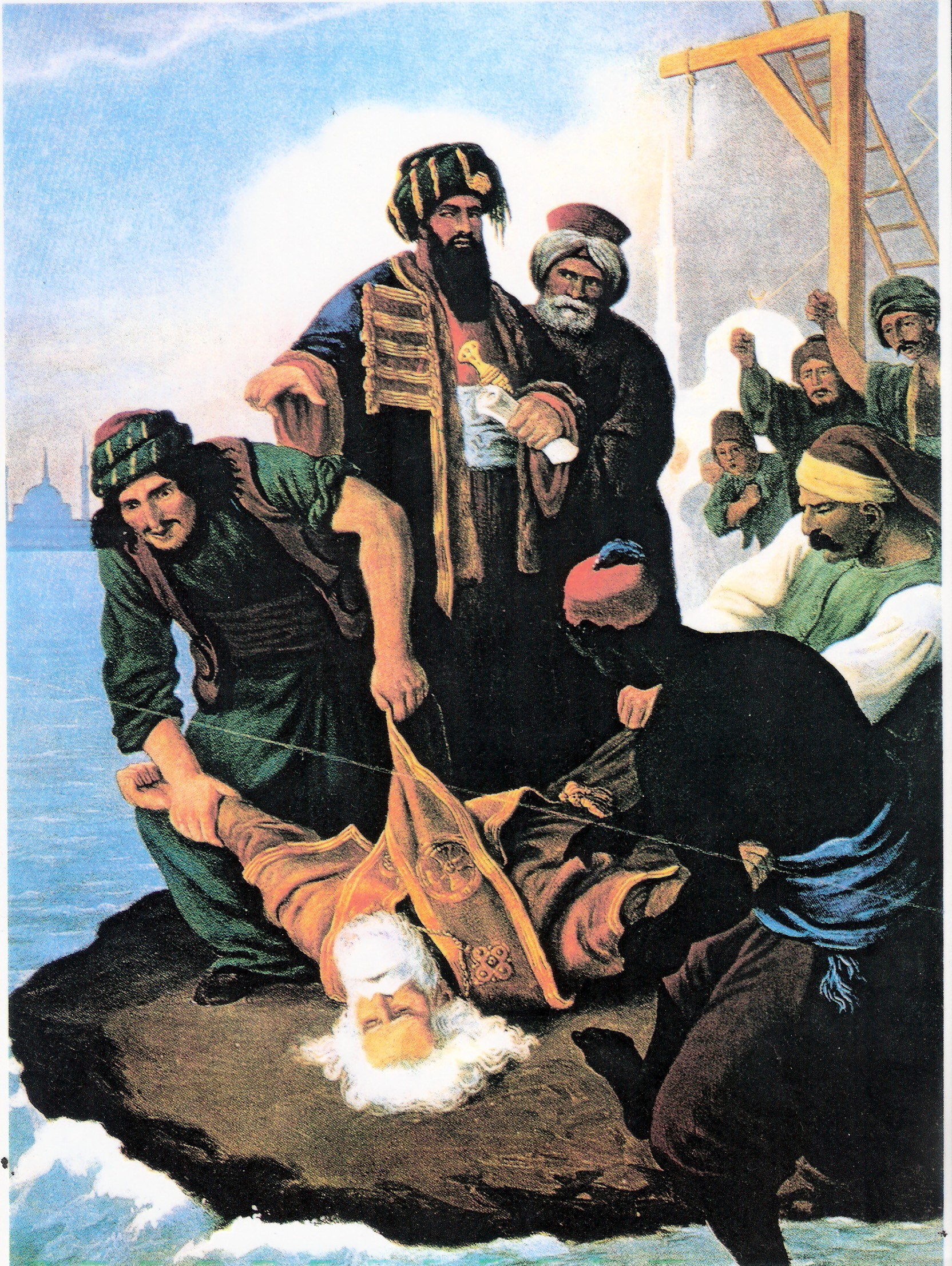
Wrzucenie do zatoki zwłok Grzegorza V
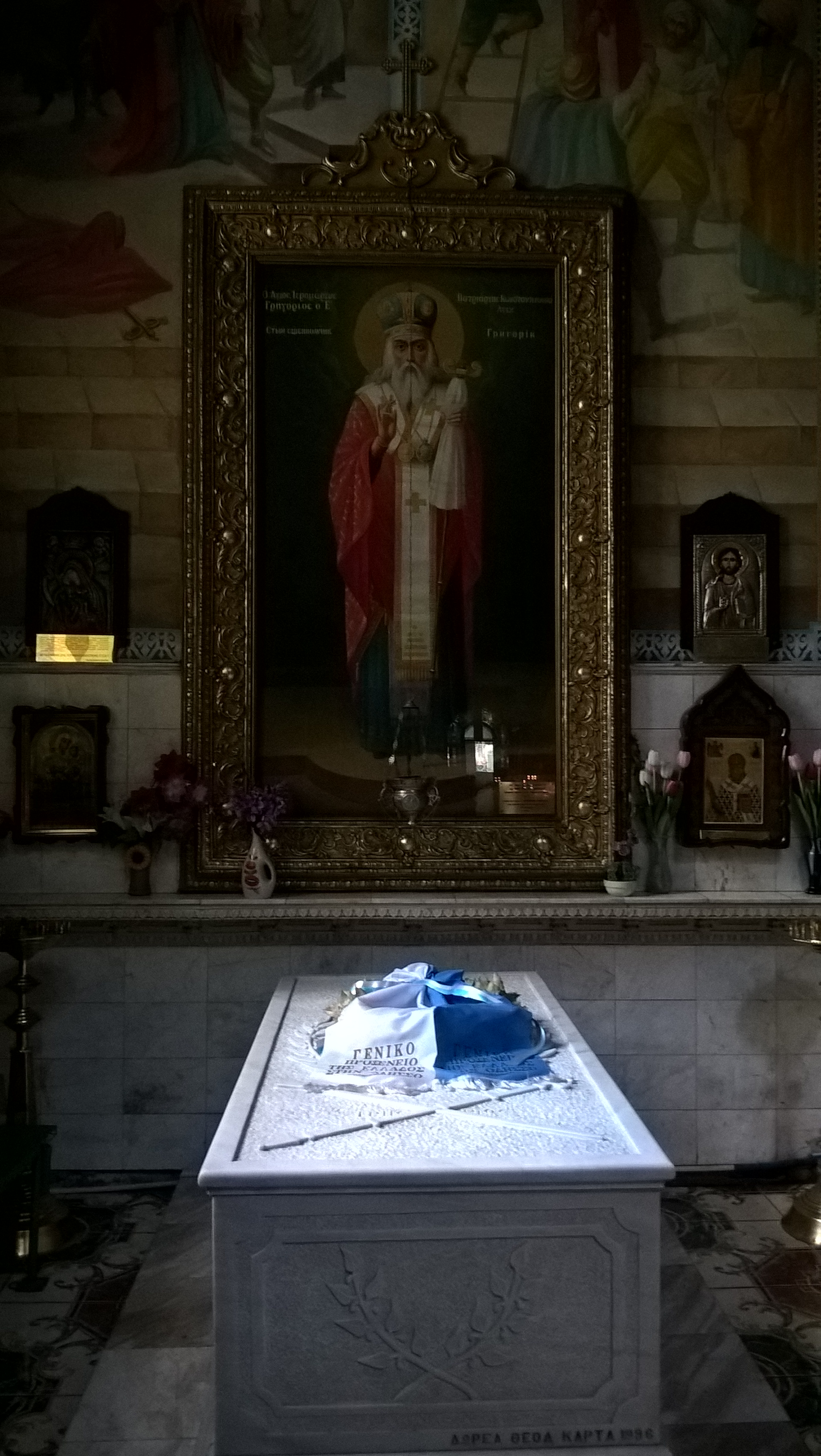
Dawny sarkofag  Grzegorza V oraz jego ikona w cerkwi Św. Trójcy w Odessie